# Saguia el Hamra
Saguia el Hamra (em árabe: الساقية الحمراء as-Sāqīya al-Hamrā´) é o território correspondente à zona norte da antiga província espanhola do Saara Espanhol. No início foi uma colónia espanhola separada no Saara, sendo unida ao Rio de Oro em 1904. Tinha uma superfície aproximada de 82.000 km² e capital na cidade de El Aaiún. Outra cidade importante era Esmara, fundada por Maa el Ainin e considerada um centro religioso.
O nome, pode ser traduzido como "riacho vermelho", e provém do grande riacho intermitente homónimo, que corre alguns quilómetros a oeste de El Aaiún.
Atualmente, três quartos são ocupados e administrados por Marrocos e o restante pela República Árabe Saaraui Democrática. A cidade de Bir Lehlu é considerada pela Frente Polisário a capital provisória da República Árabe Sarauí Democrática.

## Fronteiras

O território de Seguia el-Hamra, hoje.

A norte o paralelo 27º 50' marcava a fronteira com a zona Septentrional do protetorado Espanhol de Marrocos. A sul o paralelo 26 marcava a fronteira com território do Río de Oro e partia do Cabo Bojador. A leste a fronteira com a Mauritânia e a Argélia era o meridiano 8°40′ W de Greenwich. A oeste tinha o Oceano Atlântico.

## Demografia
Segundo os censos realizados pelas autoridades espanholas, a população distribuía-se da seguinte forma:
| Cidade de: |          | 1970   | 1967   | 1960  | 1950   | 1940 |
| ---------- | -------- | ------ | ------ | ----- | ------ | ---- |
| El Aaiún   | Naturais | 12 229 | 9 688  | 2 644 | 1 191  | -    |
| El Aaiún   | Europeus | 12 290 | 6 631  | 2 607 | 168    | -    |
| El Aaiún   | Total    | 24 519 | 16 319 | 5 251 | 1 .359 | 143  |
| Smara      | Naturais | 2 303  | 1 916  | -     | 395    | -    |
| Smara      | Europeus | 352    | 214    | -     | 0      | -    |
| Smara      | Total    | 2 655  | 2 130  | -     | 395    | -    |

Em 1949 estimava-se que habitavam 13 520 pessoas na região de Saguia el Hamra. 

Localização de Saguia el Hamra, dentro do Saara Espanhol em 1956.

### Tribos
As principais tribos da região de Saguia el Hamra eram: os Requeibat el Guasem, os Abel Chej Ma el Aaiún, os Arosien e os Filala.

## Nota
Este artigo foi inicialmente traduzido, total ou parcialmente, do artigo da Wikipédia em Galego, cujo título é «Saguia el Hamra»